# 川角
川角（かわかど）は、愛知県北設楽郡東栄町の大字である。小字が設置されているが丁目は設定されていない。

## 地理
東栄町の東部に位置する。

### 山岳
- 高塚

### 河川
- 大千瀬川

### 小字
| - 字足神（あしがみ） - 字岩倉（いわくら） - 字岩下（いわした） - 字上ノ山（うえのやま） - 字大津（おおつ） - 字神田（かんだ） - 字沢登（さわのぼり） - 字島（しま） | - 字下貝（しもかい） - 字下山（しもやま） - 字庄司（しょうじ） - 字竹下（たけした） - 字出シ平（だしっぺい） - 字中津（なかつ） - 字梨野（なしの） | - 字西切山（にしきりやま） - 字西向（にしむかい） - 字林（はやし） - 字前坂（まえさか） - 字的場（まとば） - 字向山（むかいやま） - 字山中（やまなか） |

## 歴史
北設楽郡川角村を前身とする。
1889年10月1日に本郷、下田、川角の各村が合併し本郷村が発足する。同日、川角村廃止。
1955年4月1日には本郷町と下川村、御殿村、園村の各村が合併して東栄町となる。

## 交通
- 国道473号

## その他

### 日本郵便
- 郵便番号 : 449-0205[1]（集配局：東栄郵便局[3]）。

## 参考資料
- 『角川日本地名大辞典 23 愛知県』、1989年
- 『日本歴史地名大系 23 愛知県の地名』、1981年